# Evangelische Kirche Kelze

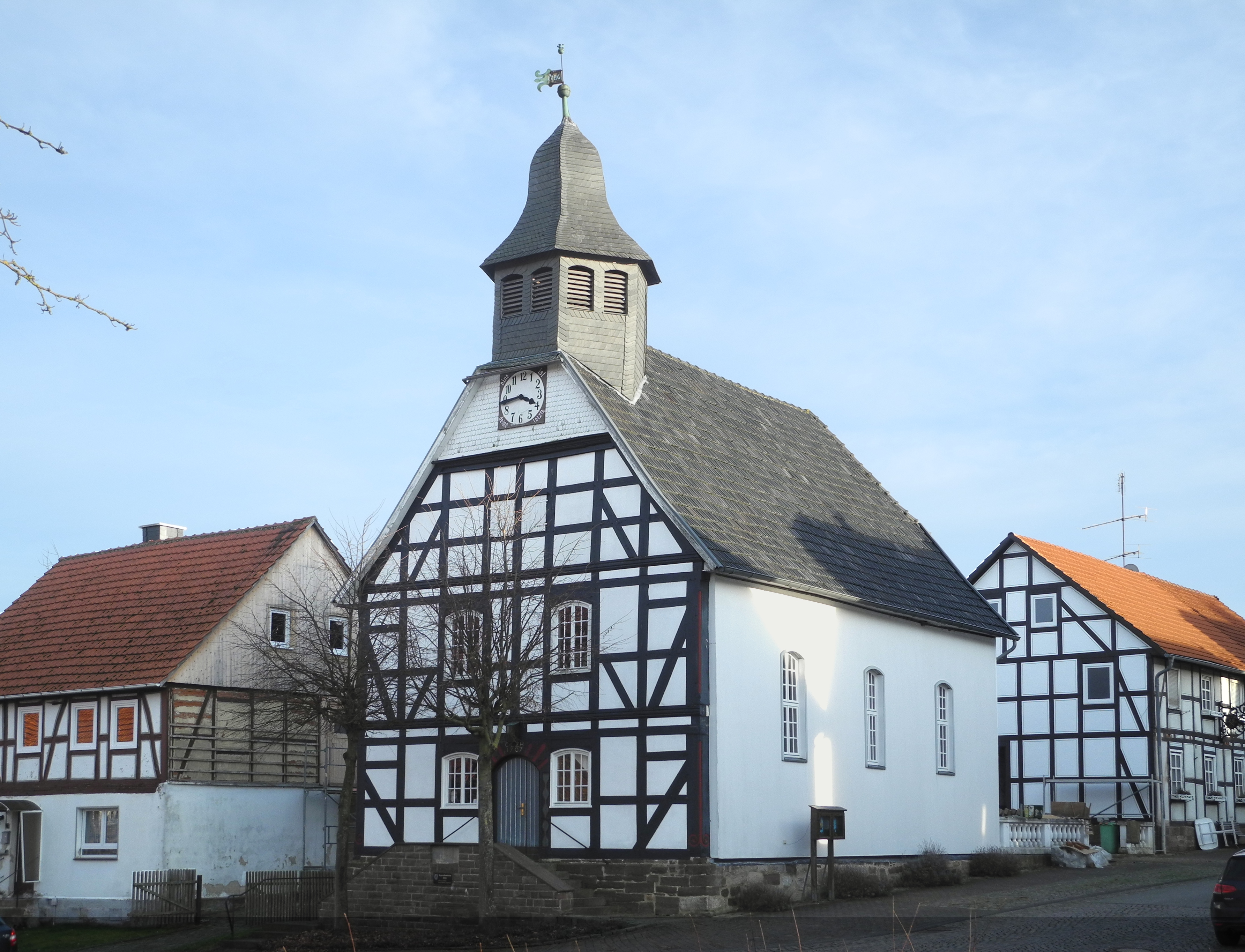
Evangelische Kirche in Kelze

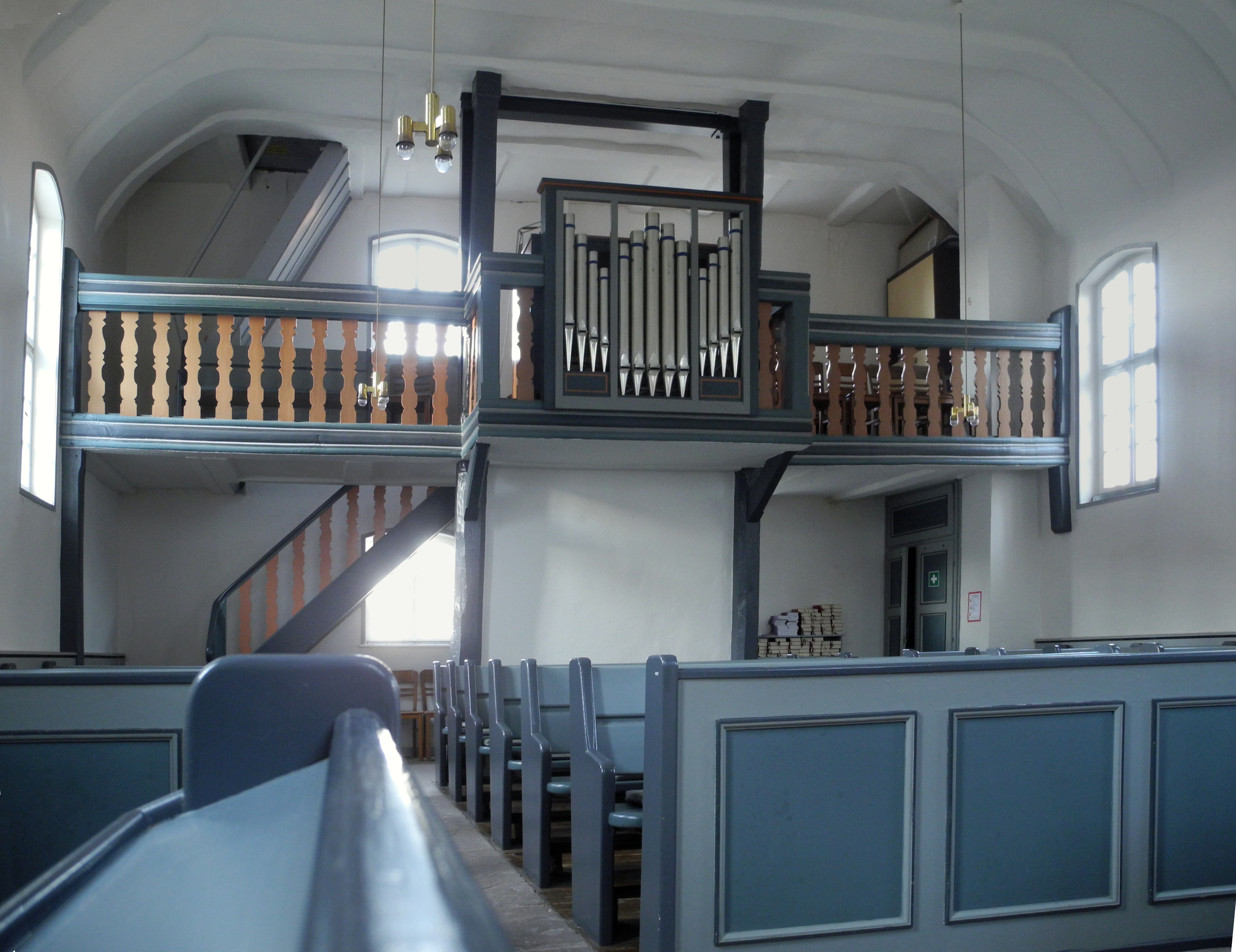
Innenansicht mit Empore

Die Evangelische Kirche in Kelze, einem Stadtteil von Hofgeismar im Landkreis Kassel in Nordhessen, wurde 1707 für die angesiedelten Hugenotten errichtet. Das Kirchengebäude an der Kreuzstraße 10 Ecke Hugenottenstraße, am Schnittpunkt der beiden Hauptstraßen, ist ein geschütztes Kulturdenkmal. Die Kirchengemeinde gehört zum Kirchspiel Stadtkirchengemeinde Hofgeismar im Kirchenkreis Hofgeismar-Wolfhagen der Evangelischen Kirche von Kurhessen-Waldeck.
Die Fachwerkkirche ist ein Saalbau mit Bruchsteinsockel und Ständerkonstruktion. Die Giebelseite ist in Rähmbauweise mit historisierenden Verzierungen ausgeführt. Der obere Teil des zweigeteilten Giebeldreiecks mit Uhr ist verschindelt. Rund um das Zifferblatt der Uhr stehen die mahnenden Worte: „Eine [Stunde] ist deine letzte.“ Auf dem Krüppelwalmdach sitzt ein Dachreiter mit geschwungener Haube und Wetterfahne. Die Jahreszahl 1706 in der Wetterfahne nennt wahrscheinlich den Baubeginn. 
Wertvollster Gegenstand der Kirchenausstattung ist die hölzerne Kanzel aus dem Jahr 1709.